# Onthophagus similis
Onthophagus similis is een keversoort uit de familie bladsprietkevers (Scarabaeidae) en het geslacht hoornmestkevers. De soort is wijdverspreid in Europa, meestal in de buurt van runderen en schapen.

## Uiterlijke kenmerken
Onthophagus similis is donker gekleurd en heeft gevlekte lichtbruine dekschilden (elytra). De kop en halsschild (pronotum) hebben een zwakke metaalglans. De kever is 4,5 tot 7 millimeter groot. 

### Gelijkende soorten
Onthophagus similis lijkt sterk op de breedhoornmestkever (O. fracticornis), die voorheen als dezelfde soort werd beschouwd en op veel plekken veel algemener is. De breedhoornmestkever is gemiddeld groter: 7 tot 9,5 millimeter. O. coenobita is ook een algemene hoornmestkever in het leefgebied van O. similis, maar heeft een glanzender kop en minder sterk gevlekte dekschilden.

## Verspreiding en leefgebied
Onthophagus similis komt wijdverspreid voor in Europa, van het Middellandse Zeegebied tot de Britse Eilanden en het zuiden van Finland en Zweden. Hij leeft in droog en open laaglandgebied, meestal in de buurt van runderen en schapen.

## Leefwijze
De volwassen kevers zijn het hele jaar door aanwezig. Ze verschijnen in de late lente en zijn het talrijkst in juni en juli. De paring vindt plaats in juni, maar mogelijk ook al in mei. Na de paring graaft het vrouwtje direct broedplaatsen onder de mest van runderen, schapen of paarden. In elke broedplaats wordt één enkel ei gelegd. De larven ontwikkelen zich in de zomer. Na de verpopping verschijnen ze boven de grond of blijven ondergronds om te overwinteren.